# Come Back to Me (pesem, Vanessa Hudgens)
"Come Back to Me" je pesem ameriške pop pevke Vanesse Hudgens. Je glavni singl njenega prvega albuma, V. Napisala in producirala sta ga Antonina Armato in Tim James.

## Ozadje
Pesem je na radijih v Združenih državah Amerike izšla 25. avgusta 2006. Na iTunesu je bila pesem na voljo od 12. septembra tistega leta dalje. Pesem je napisana na podlagi vzorcev uspešnice glasbene skupine Player iz leta 1977, "Baby Come Back", ki sta jo napisala JC Crowley in Peter Beckett. Singl je v glavnem dobival same pozitivne ocene in pohvale. Tooth Tunes ga je celo vključil v enega izmed svojih proizvodov. Vanessa Hudgens je s singlom nastopila tudi na turneji High School Musical: The Concert Tour.

## Seznam pesmi na zgoščenki
- Verzija z Velike Britanije[3]

1. "Come Back to Me"
2. "Too Emotional"
3. "Come Back to Me" (videospot)

- Uvozna verzija[4]

1. "Come Back to Me"
2. "Too Emotional"
3. "When There Was Me and You"

## Videospot
Videospot za pesem je režiral Chris Applebaum, prvič pa se je predvajal 25. avgusta 2006 na Disney Channelu. Videospot prikaže Vanesso Hudgens, kako pleše s svojimi prijateljicami, vključno z mlajšo sestro Stello Hudgens in Alexo Nikolas.

## Ostale verzije
- No Rap Radio Edit - 2:45 (Izdan na Promo Only)
- Bimbo Jones Club Mix - 5:57
- Bimbo Jones Radio Edit - 2:52
- Chris Cox Club Mix -
- Chris Cox Radio Edit -

## Dosežki
| Lestvica (2006)                             | Mesto |
| ------------------------------------------- | ----- |
| Australian Singles Chart (Avstralija)       | 36    |
| French Singles Chart (Francija)             | 12    |
| German Singles Chart (Nemčija)              | 58    |
| Italian Singles Chart (Italija)             | 8     |
| New Zealand Singles Chart (Nova Zelandija)  | 6     |
| Spanish Singles Chart (Španija)             | 17    |
| Billboard Hot 100 (Združene države Amerike) | 55    |
| Billboard Pop 100 (Združene države Amerike) | 28    |
| UK Singles Chart (Združeno kraljestvo)      | 100   |